# Архангельская сельская территория (Белгородская область)
Архангельская сельская территория — административно-территориальная единица Старооскольского городского округа включающая в себя 2 села: Архангельское и Хорошилово. Административный центр — село Архангельское.

## Состав сельской территории
| № | Населённый пункт | Тип населённого пункта       | Население |
| - | ---------------- | ---------------------------- | --------- |
| 1 | Архангельское    | село, административный центр | ↘963      |
| 2 | Хорошилово       | село                         | ↘436      |

## Географические данные
| Общая площадь        | 6599,3 га. |
| -------------------- | ---------- |
| Сельхозугодья        | 4956,6 га. |
| Пашня                | 4477,7 га. |
| Сенокосы, пастбища   | 342,3 га.  |
| Леса и лесополосы    | 81,3 га.   |
| Реки, пруды, водоемы | 1 га.      |
| Протяженность дорог  | 49,1 км.   |